# Habsburger im Elsass

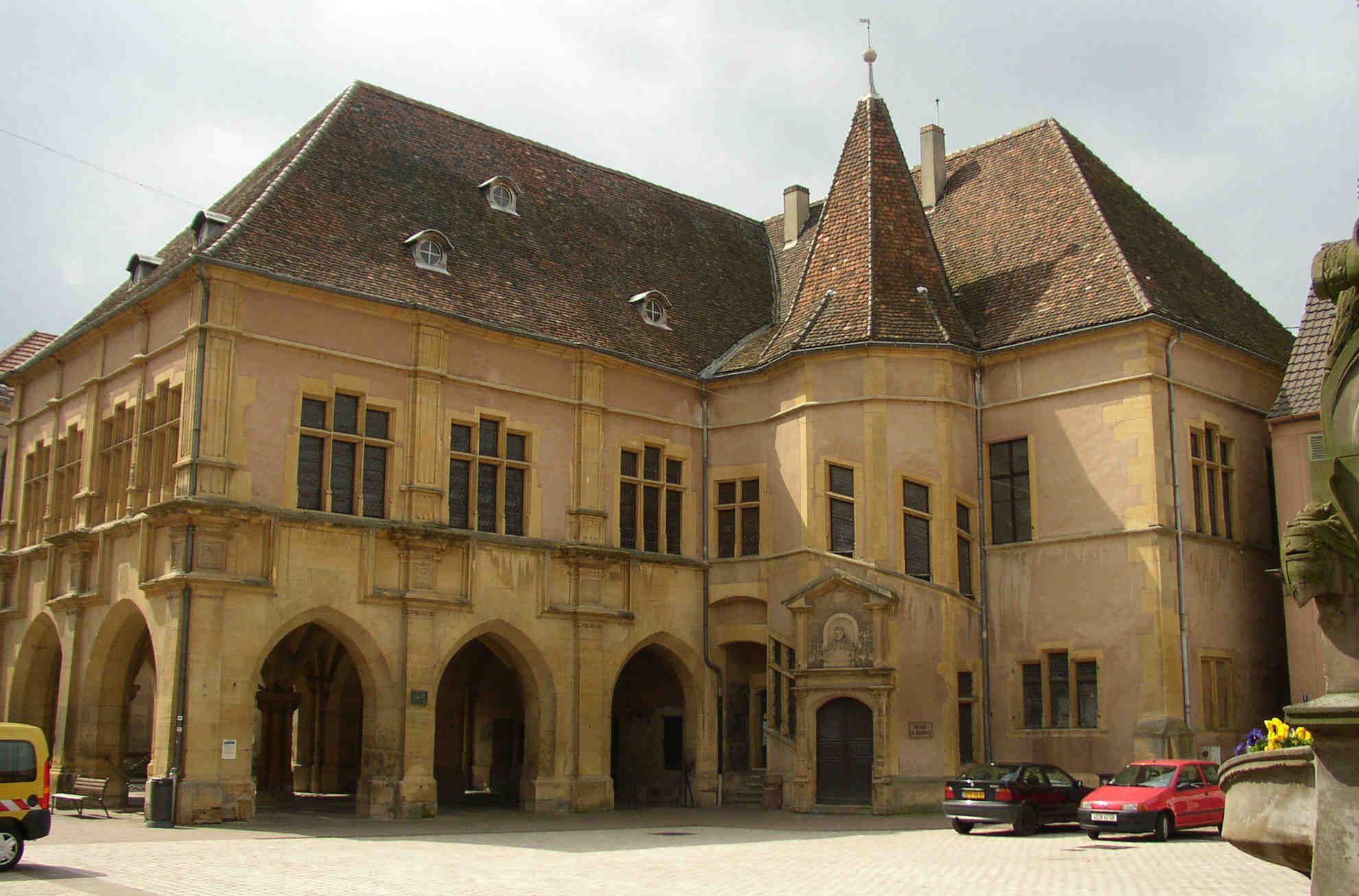
Vorderösterreichische Regierung in Ensisheim

Die Habsburger waren schon früh im Elsass, in der Gegend des Harthwaldes, um Ottmarsheim, begütert. Es war alter Familienbesitz, die Heimat der späteren österreichischen Dynastie. Zu diesen Allodialgütern fügte die Landgrafschaft des Oberelsass, die den Habsburgern 1135 übertragen wurde, neue Gebiete hinzu. Diese lagen vermutlich in der Gegend um Ensisheim und teilweise um Landser, vielleicht auch in der Colmarer Gegend (Herrschaft Landsberg). Dazu kamen Vogteirechte über das Kloster Murbach, über das dem Bischof von Straßburg gehörige Obermundat um Rufach und Sulz sowie über verschiedene Klöster.
Den bedeutendsten territorialen Zuwachs erhielten die Habsburger durch die Heirat des Erzherzogs Albrecht II. des Weisen mit Johanna, der letzten Gräfin von Pfirt (1324). So kam der ganze westliche Sundgau bis jenseits Delle, Belfort, Rougemont an die Habsburger. Ein großes, vom Rhein zur Burgundischen Pforte, vom Jura zur Thur reichendes habsburgisches Gebiet war entstanden, ein Gebiet, in dem nur Mülhausen die österreichische Herrschaft nicht anerkannte. Die Habsburger, die nördlich der Thur noch die Herrschaften Isenheim und Bollweiler, bei Colmar jene von Landsberg und im Unterelsass das Weiler Tal besaßen, waren so die größten Territorialherren im oberen Elsass bis zum Westfälischen Frieden 1648. Nur während fünf Jahren gehörte dieses Gebiet nicht den Habsburgern, sondern war an Karl den Kühnen, den mächtigen Herzog von Burgund, verpfändet (1469–1474). Der habsburgische Besitz war eingeteilt in eine Reihe von Herrschaften, die nach 1648 als französische Seigneuries bis zur Revolution 1789 bestehen sollten. Umfangreicher Besitz war als Lehen an den vorderösterreichischen Adel ausgegeben, der zumeist zu beiden Seiten des Rheins begütert war und der breisgauischen Ritterschaft angehörte.
Die Verwaltung der habsburgischen Territorien im Oberelsass, der Landvogtei im Sundgau, oblag dem Obervogt in Ensisheim, dem vier Vögte in Landser, Altkirch, Pfirt und Thann unterstanden. Weiterhin gehörten noch die Grafschaften Belfort und Frohberg (Montjoie) sowie einige kleinere Herrschaften zum Sundgau. In Ensisheim wurde eine Regierung (Regiment unserer vorderen Lande in Oberelsass) eingesetzt, 1523 erließ Erzherzog Ferdinand erste nähere Instruktionen. Ein Landvogt fungierte als Oberhaupt, unterstützt von Statthalter, Kanzler, Kammerprokurator und vier anderen Räten. Die vorderösterreichische Regierung und Kammer blieben immer den oberösterreichischen Hofbehörden in Innsbruck unterstellt. Zu diesem Regiment gehörten die vier Länder Elsass, Sundgau, Breisgau und Schwarzwald. Im Nordgau des Elsass, der Landgrafschaft Elsass, besaßen die Habsburger die Herrschaften Hohlandsberg, Hohkönigsburg, das Weilertal und vor allem die wirtschaftlich und politisch bedeutende Landvogtei Hagenau.

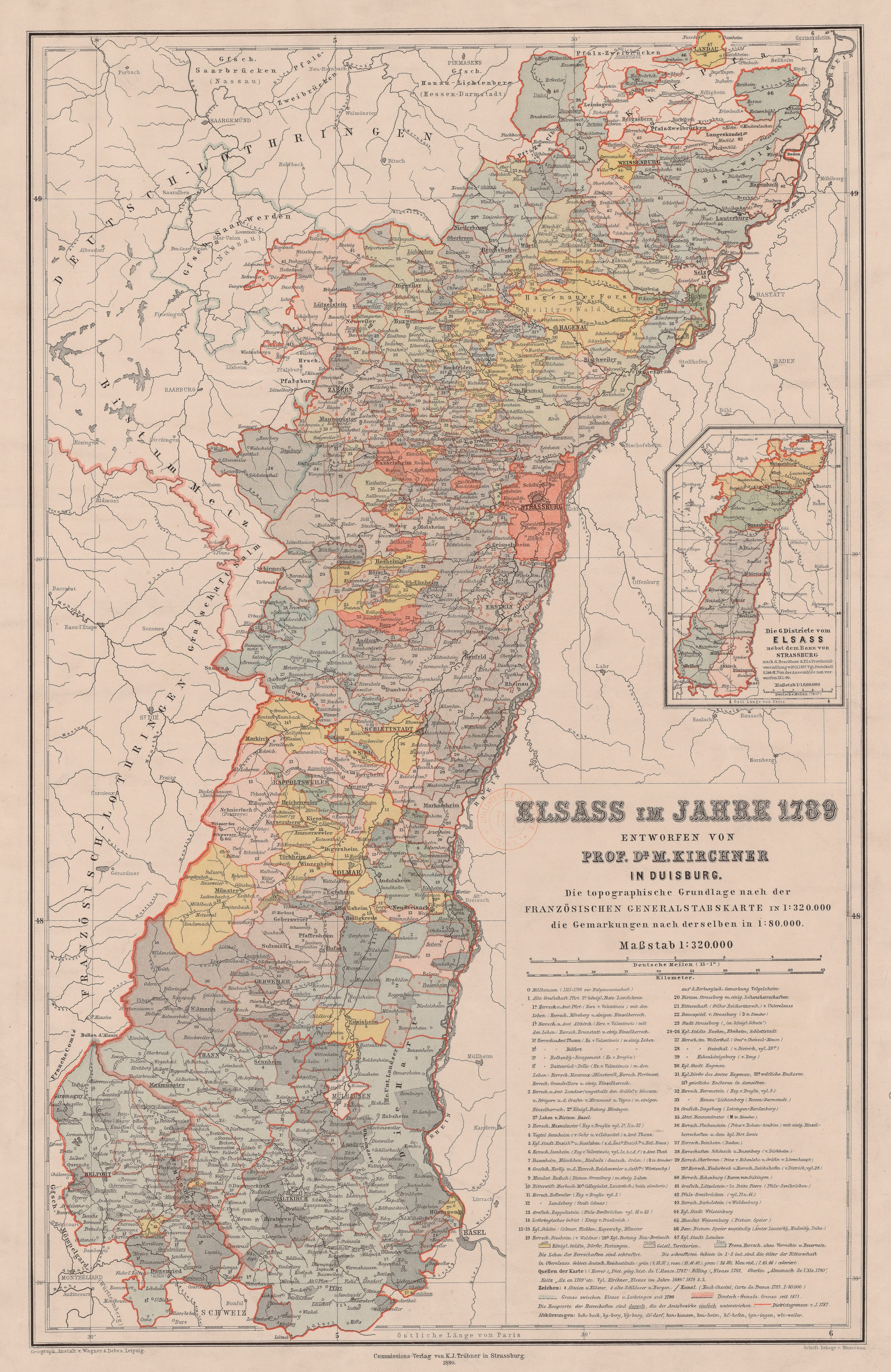
Elsass im Jahre 1789

## Landvogtei Sundgau (Landgraviat de Haute-Alsace, Comté du Sundgau)
1135 fiel die Landgrafschaft im oberen Elsass, räumlich gleich mit der Grafschaft Sundgau, an die Grafen von Habsburg. Während des Dreißigjährigen Krieges emigrierten die meisten Adelsfamilien nach Basel oder nach Solothurn, ins württembergische Mömpelgard (Montbéliard) und das fürstbischöflich-baslerische Pruntrut (Porrentruy) und leisteten einem Aufruf der Regentin von Vorderösterreich, Erzherzogin Claudia de’ Medici, zum Heeresdienst gegen die Schweden keine Folge. Als einzige schlossen sich die Waldner von Freundstein ihren schwedischen Konfessionsverwandten an und wurden dafür 1637 mit dem Entzug ihrer Lehen bestraft, was sie jedoch mit Gelassenheit hinnehmen konnten, denn bereits 1640 wurden ihnen dieselben Lehen erneut übertragen, allerdings diesmal vom französischen König. Daraufhin leisteten weitere Familien im selben Jahr – mithin acht Jahre vor Friedensschluss – den serment de fidelité au roi vor dem französischen Kommandanten der Festung Breisach (Reinach, Andlau, Wessenberg, Landenberg, Eptingen, Reich von Reichenstein, Pfirt und Truchsess von Rheinfelden). Im Westfälischen Frieden trat Österreich alle Besitzungen im Elsass und im Sundgau an Frankreich ab; die vorderösterreichische Regierung wurde nach Freiburg im Breisgau verlegt. König Ludwig XIV. von Frankreich vergab die großen Vogteien (Bailliages) an den französischen Hochadel. Altkirch, Ferrette, Thann, Belfort, Rosemont, Delle und Issenheim fügte er 1658 dem aus dem Herzogtum Rethel gebildeten Duché de Mazarin zu. Das Herzogtum war für den einflussreichen Kardinal Jules Mazarin errichtet worden, der es 1661 unmittelbar vor seinem Tod seiner Nichte Hortensia Mancini als Hochzeitsgabe vermachte, unter der Bedingung, dass ihr Ehemann den Namen Mazarin annahm und somit zum Duc de Mazarin wurde. Nach mehreren Erbschaften geriet das Herzogtum 1777 an Louise d’Aumont Mazarin, Duchesse de Valentinois, durch ihre Heirat mit Honoré de Grimaldi, Duc de Valentinois und Erbprinz von Monaco. Die Obervogtei Ensisheim (Grand Bailliage d’Ensisheim) und die Lehen für die Festungen Landskron, Hüningen und Fort-Louis behielt der König in seinem persönlichen Besitz. Die übrigen Lehen blieben oft bei denselben Adligen wie zuvor unter österreichischer Oberhoheit; es wechselte lediglich der Lehensherr.

### Vogtei Ensisheim (Grand Bailliage d’Ensisheim)
Ensisheim war im Urbar von 1303 verzeichnet und wurde 1389 an Wernher von Rodersdorf verpfändet, 1412 an Friedrich von Huse, danach an Heinrich von Rodersdorf, 1453 an Werner Hadmannsdorffer, 1469 an Bernhard von Gilgenberg, Vogt zu Heiligkreuz, Sohn Rudolfs von Ramstein (des Letzten seines Geschlechts). Nach 1648 behielt der König von Frankreich Ensisheim als persönlichen Besitz.
- Stadt Ensisheim (Ville d’Ensisheim)
- Lehen
  - Herr von Hattstatt[5] (1713 an M. de Klinglin)[6]

- -     - Bilzheim (Biltzheim)
    - Holzweier (Holtzwihr)

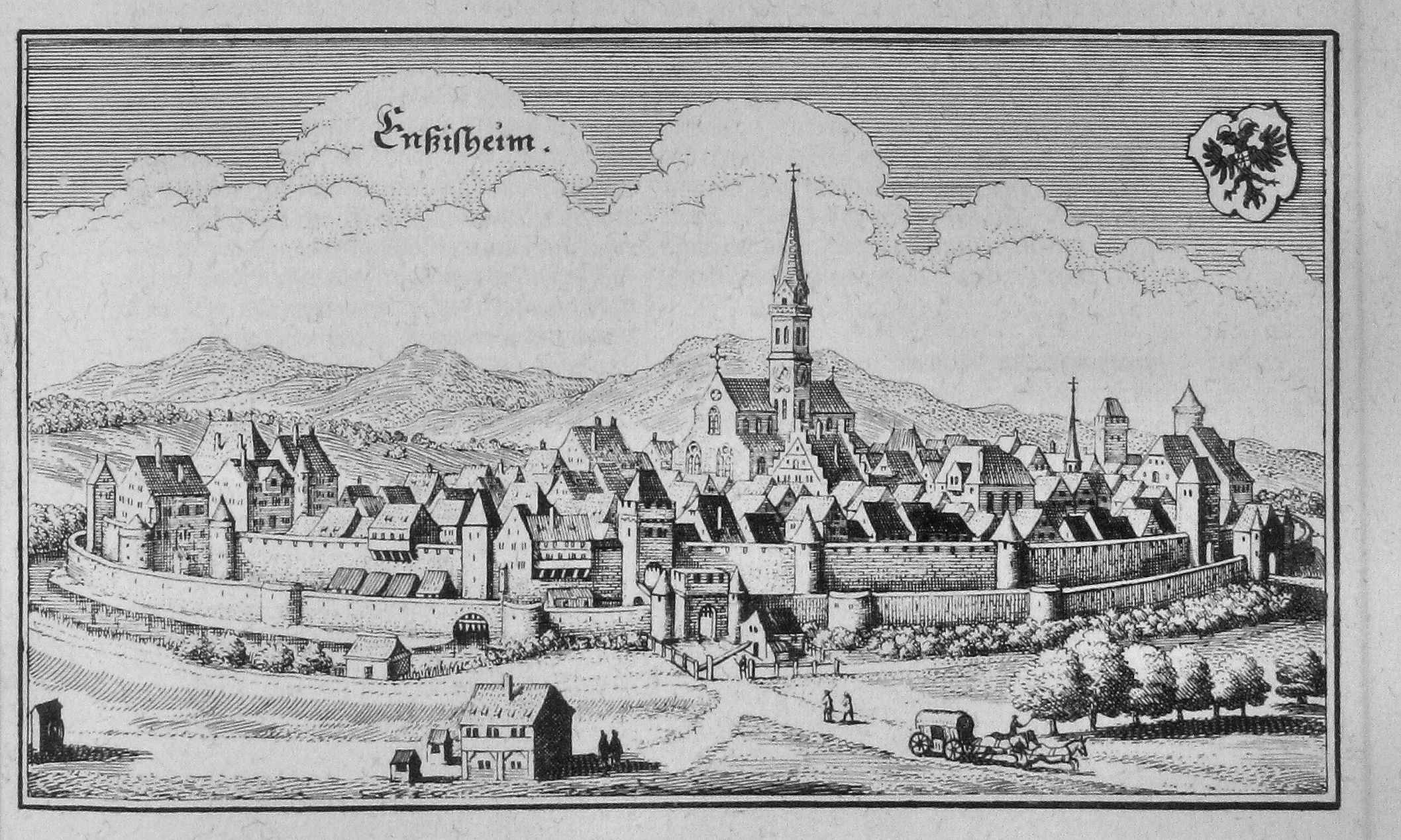
Matthias Merian, Ensisheim 1663

    - Munweiler (Munwiller) (1747 an M. de Klinglin)
    - Oberenzen (Oberentzen)
    - Oberhergheim
    - Riedweier (Riedwihr)
    - Wickerschweier (Wickerschwihr)

  - Herr von Hattstatt (nach 1648 an M. de Schauenbourg)[7]

- -     - Hattstatt
    - Niederenzen (Niederentzen)
    - Völklinshofen (Vœgtlinshoffen)

Wappen von Stadt und Vogtei Ensisheim

  - Herr Truchsess von Rheinfelden (auch nach 1648 bei M. de Truchsess de Rheinfelden)
    - Niederhergheim

  - Herr von Rathsamhausen[8] (auch nach 1648 bei M. de Rathsamhausen)
    - Grussenheim

  - Herr von Andlau[9] (auch nach 1648 bei M. d’Andlau)
    - Obersaasheim

  - Meienheim[10] (Meyenheim)[11]
  - Rülisheim[12] (Ruelisheim)[13]
  - Staffelfelden[14] (nach 1648 an M. de Peschery)

### Herrschaft Landser (Seigneurie de Landser)
Landser war im Urbar von 1303 verzeichnet, 1350 verpfändet an Ulrich von Rodersdorf, 1359 an Dietrich von Huse, 1411 an Burkhart Münch von Landskron, 1454 an Thüring II. und Thüring III. von Hallwyl, 1470 an Truchsess von Wolhusen, 1529 an Graf von Ortenberg, 1568 erfolgte der Rückkauf durch Österreich. 1645 verlieh König Ludwig XIV. die Herrschaft Landser an Barthélemy und Jean-Henry Herwart. Die beiden Söhne des vermögenden Lyoner Bankiers Daniel Herwart erhielten diese Grundherrschaft als Sicherheit für die enormen Geldsummen, die sie der französischen Krone bei der Übernahme der Weimarischen Armee zur Verfügung gestellt hatten. Nach der Aufhebung des Edikts von Nantes 1685 emigrierten die calvinistischen Familienangehörigen nach London und vererbten die Herrschaft über einen La Tour du Pin 1775 als Kondominium an die Comtesses de Senozan und de Périgord sowie den Marquis de Miramon und den Marquis de Veynes.
- Amt Ober-Landser (Haut-Landser)
- Amt Nieder-Landser (Bas-Landser)
- Lehen
  - Herr von Landenberg[19] (nach 1648 als Kondominium an M. de Landenberg und die Comtesses de Senozan und de Périgord sowie den Marquis de Miramon und den Marquis de Veynes)
    - Bartenheim

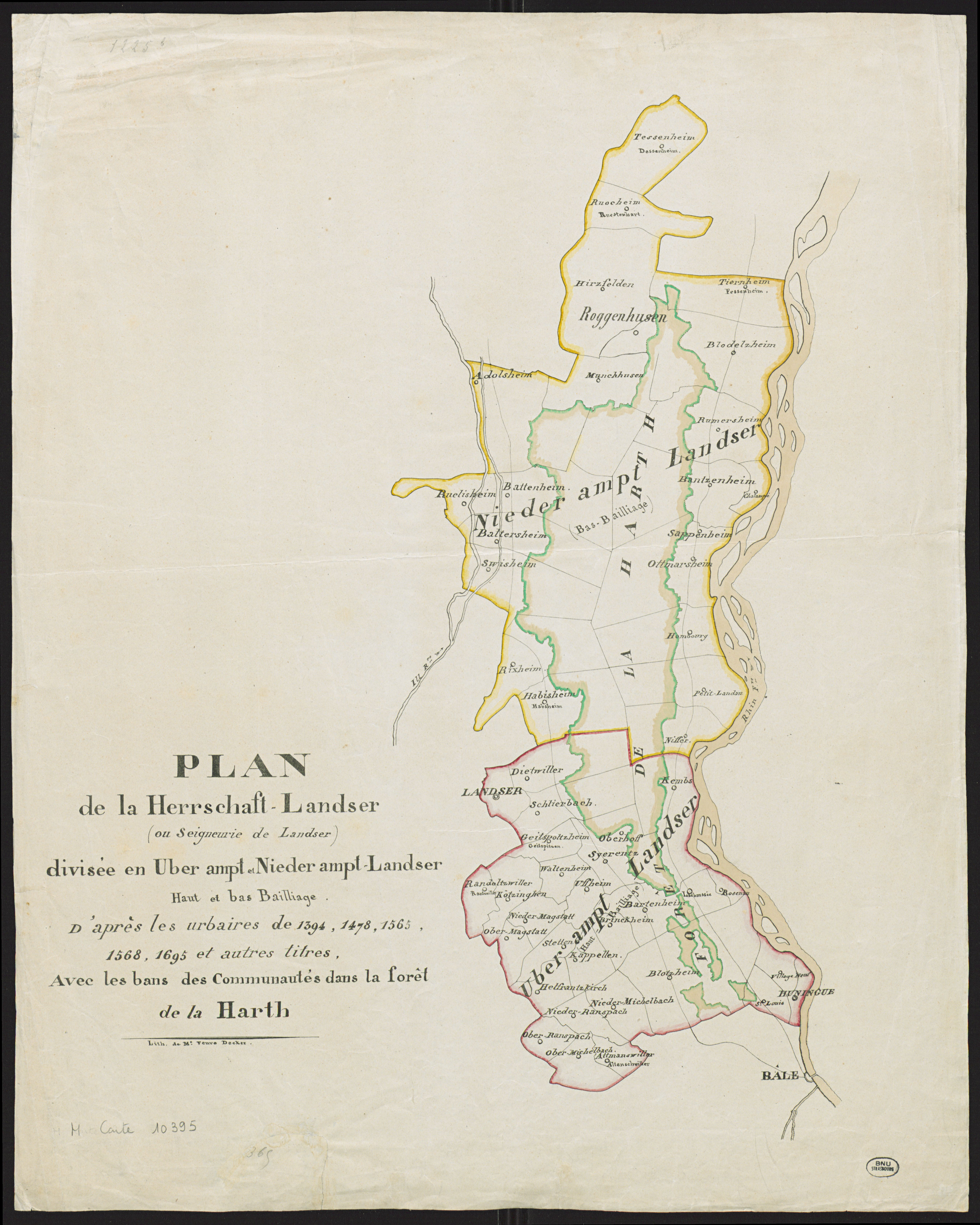
Herrschaft Landser im Elsass

- - Herr von Landenberg (1731 an M. d'Anthès)
    - Brinkheim (Brinckheim)

  - Herr von Eptingen[20] (1697 an M. de Glutz, der sich danach Glutz von Blotzheim nannte, 1720 an M. de Noblat, 1730 an M. d'Anthès)
    - Blotzheim

  - Herr von Behrenfels (auch nach 1648 bei M. de Behrenfels)
    - Burgfelden (Bourgfelden)
    - Hegenheim (Hégenheim)

  - Graf von Frohberg[21] (auch nach 1648 bei Comte de Montjoie)
    - Brübach (Bruebach)

  - Herr von Andlau (auch nach 1648 bei M. d’Andlau)
    - Eschenzweiler (Eschentzwiller)
    - Homburg (Hombourg)
    - Niffer[22]
    - Klein-Landau[23] (Petit-Landau)
    - Zimmersheim

  - Herr von Reinach[24] (Linie zu Obersteinbrunn, auch nach 1648 bei M. de Reinach)
    - Nieder-Steinbrunn (Steinbrunn-le-Bas)[25]
    - Ober-Steinbrunn (Steinbrunn-le-Haut)[26]

  - Herr von Schauenburg (1738 an M. d'Anthès)
    - Nambsheim

  - Herr Münch von Landskron (nach 1648 an Roi de France)
    - Schloss Landskron (Château-fort de Landscron)

  - Herr Waldner von Freundstein[27] (auch nach 1648 bei M. de Waldner)
    - Sierenz (Sierentz)

  - Herr von Waldner[28] (nach 1679 an Roi de France)
    - Hüningen (Huningue)
    - Village-Neuf

  - Stadt Neuenburg im Breisgau (auch nach 1648 bei Ville de Neubourg-en-Brisgau)
    - Eichwald (Chalampé)

  - Deutscher Ritterorden (auch nach 1648 bei Ordre Teutonique)
    - Fessenheim
    - Münchhausen (Munchhouse)
    - Roggenhausen (Roggenhouse)
    - Hesingen (Hésingue)

  - Abtei Ottmarsheim
    - Ottmarsheim
    - La Chaussée
    - Rosenau

  - Kloster St. Apollinaris (St. Apollinaire)

### Herrschaft Altkirch (Seigneurie d’Altkirch)
Altkirch kam 1324 durch Erbschaft an den Herzog von Österreich, wurde 1437 an Heinrich von Ramstein (Sohn des Basler Bürgermeisters Cuntzmann von Ramstein) verpfändet, 1469 an Konrad von Ramstein und dessen Schwiegersohn Lazarus von Andlau, 1503 an Graf Rudolf von Sulz, wenig später an die Fugger. Nach 1648 gehörte Altkirch zum Duché de Mazarin (→ Einleitung) und wurde 1777 an den Duc de Valentinois vergeben.
- Meiertum auf der Larg (Mairie sur la Largue)
- Meiertum Bettendorf
- Meiertum Ballersdorf
- Meiertum Hundsbach
- Meiertum Illfurt (Mairie d'Illfurth)
- Meiertum Hochstatt
- Stadt Altkirch (Ville d’Altkirch)

- Lehen

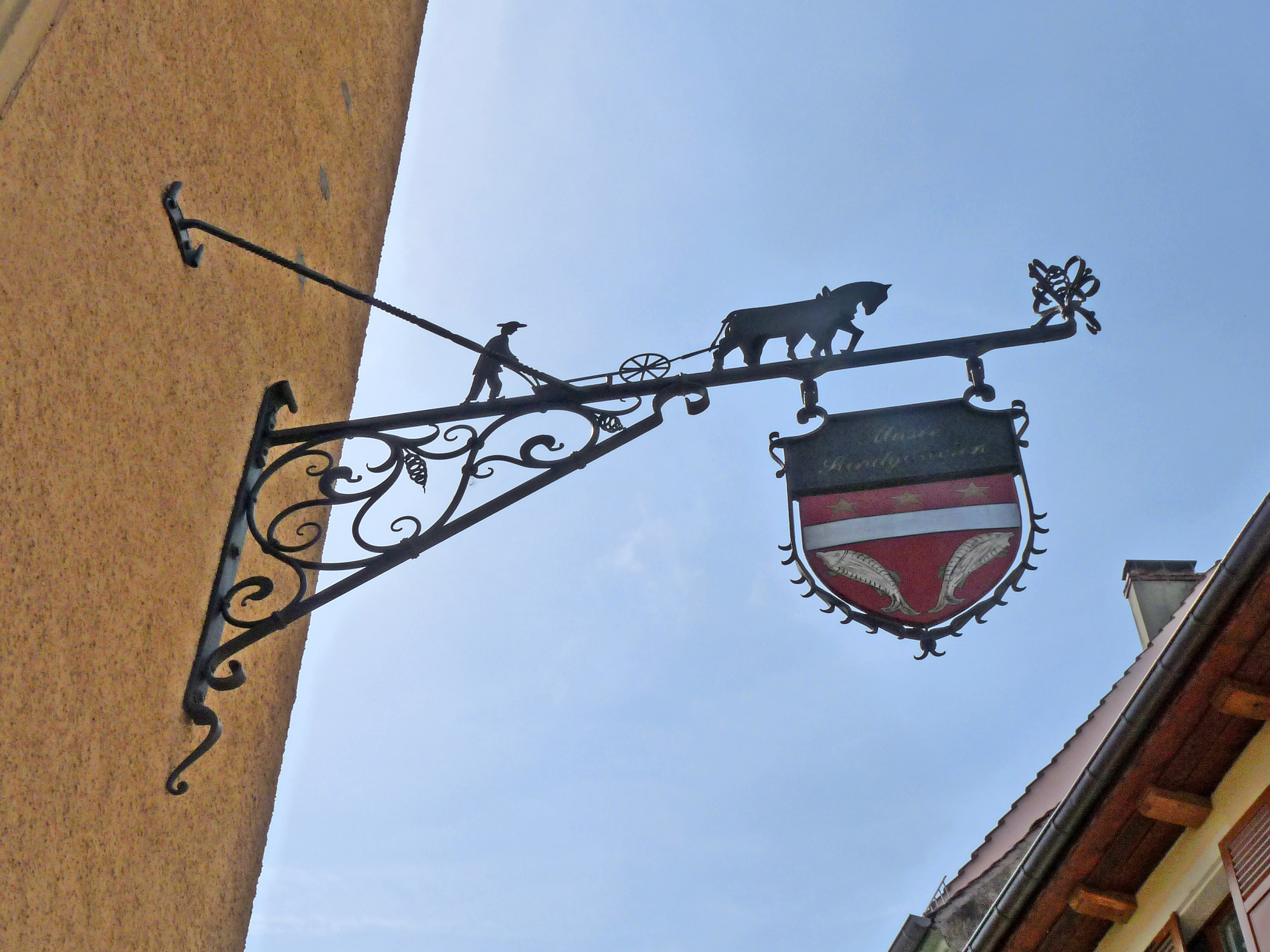
Altkirch – Musée sundgauvien

  - Herr von Ortenburg (nach 1648 an M. de Besenval (Bezenwald))
    - Brunstatt[30]
    - Didenheim
    - Riedisheim

  - Herr von Pfirt-Liebenstein-Carspach[31] (auch nach 1648 bei M. de Ferrette)
    - Carspach[32]

  - Herr Zu Rhein[33] (auch nach 1648 bei M. Zu Rhein)
    - Dornach
    - Niedermorschweiler (Morschwiller-le-Bas)
    - Pfastatt

  - Herr von Huse (nach 1648 an M. Zu Rhein)
    - Reichweiler (Richwiller)

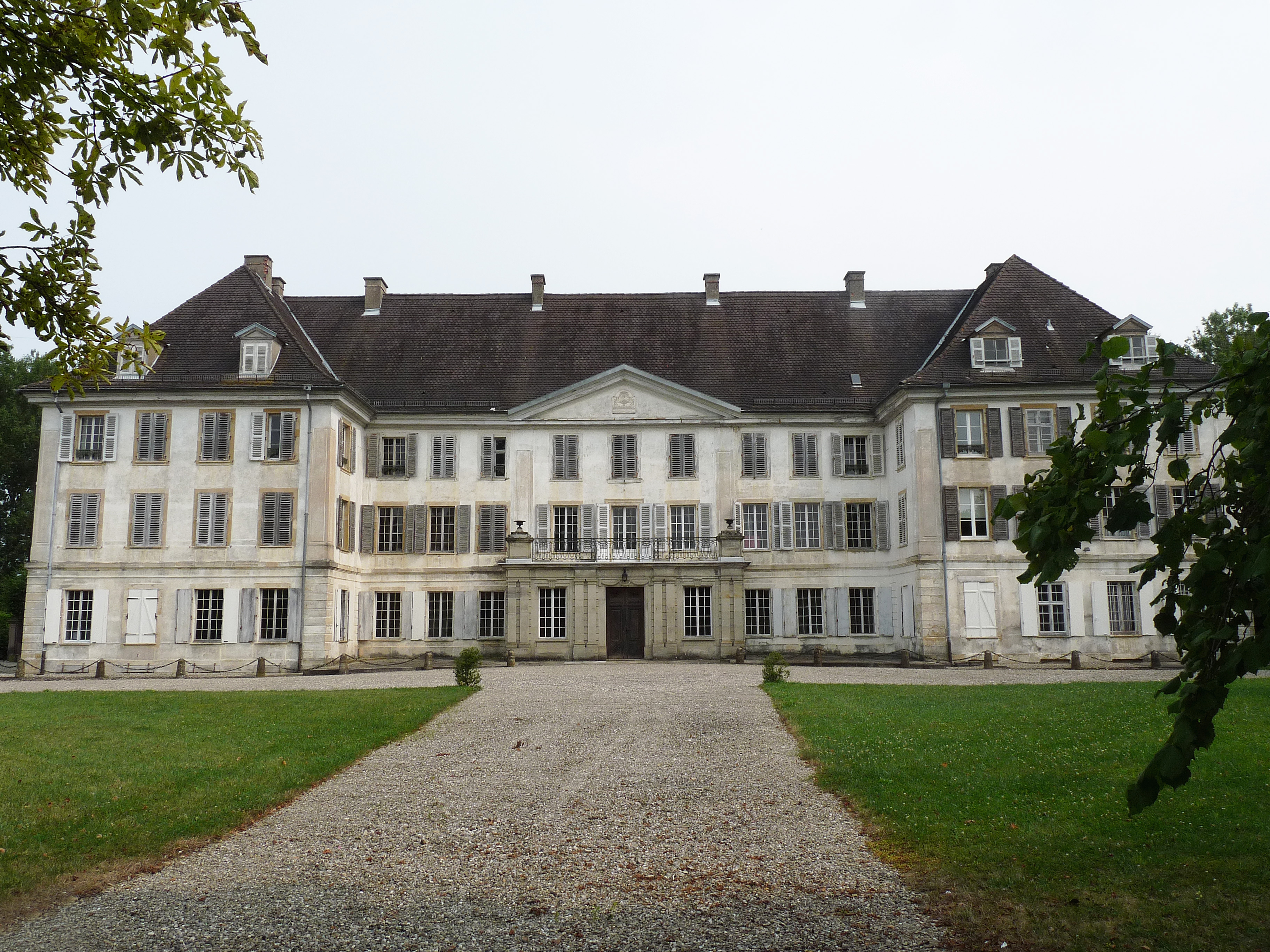
Schloss Reinach in Hirtzbach

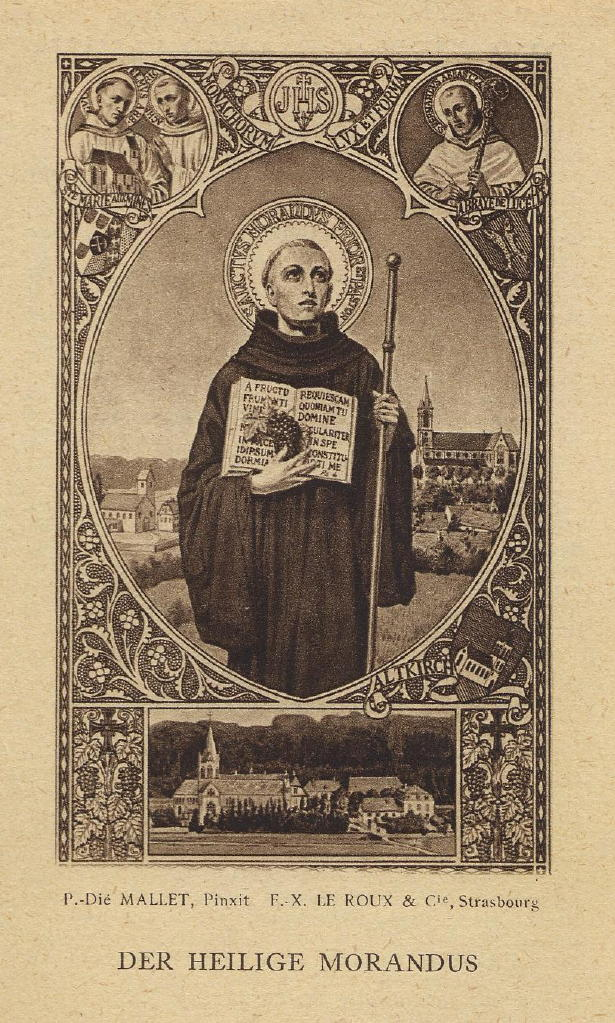
St. Morandus 1900

- - Herr von Reinach (Linien zu Heidweiler und zu Hirzbach) (auch nach 1648 bei M. de Reinach)
    - Fröningen[34] (Frœningen)
    - Heidweiler[35] (Heidwiller)
    - Hirzbach[36] (Hirtzbach)
    - Lümschweiler[37] (Luemschwiller)

  - Herr von Hagenbach[38] (nach 1648 an M. de Schœnau[39])
    - Hagenbach

  - Graf von Frohberg (auch nach 1648 bei Comte de Montjoie)
    - Jettingen
    - Heimersdorf
    - Hirsingen (Hirsingue)
    - Rüderbach (Ruederbach)

  - Abtei Lützel (auch nach 1648 bei Abbaye de Lucelle)
    - Lutterbach

  - Johanniterkomturei Friesen
    - Friesen

  - Priorat St. Morand[40] (Abbaye de St-Morand)
  - Priorat Gottestal[41] (Abbaye de Valdieu, nach 1648 an Collège royal de Colmar)
  - Priorat St. Ulrich (Abbaye de St-Ulrich-sur-la-Largue)
  - Stift Marbach (Abbaye de Marbach)

### Grafschaft Pfirt (Comté de Ferrette)
Die Grafschaft Pfirt kam 1324 durch Erbschaft an den Herzog von Österreich, damit war der Name Sundgau für die Grafschaft Pfirt mit Zubehör – vor allem Altkirch, Thann und Rotenberg – im Gebrauch, verpfändet wurde sie 1443 an Peter von Mörsberg, später an Christoph von Rechberg (aus einem Geschlecht Kärntens, der in der Geschichte Rheinfeldens während des Feldzugs der Basler gegen diese Stadt eine bedeutende Rolle gespielt hatte und damals Hauptmann von Säckingen war), danach an Reich von Reichenstein, danach an die Fugger. Nach 1648 gehörte Ferrette zum Duché de Mazarin (→ Einleitung) und wurde 1777 an den Duc de Valentinois vergeben.
- Meiertum Buchsweiler (Mairie de Bouxwiller)
- Meiertum Mörnach (Mairie de Mœrnach)
- Meiertum Müspach (Mairie de Muespach)
- Meiertum Pfetterhausen (Mairie de Pfetterhouse)
- Meiertum Riespach (Mairie de Riespach)
- Meiertum Wolschweiler (Mairie de Wolschwiller)

- Stadt Pfirt (Ville de Ferrette)
- Lehen

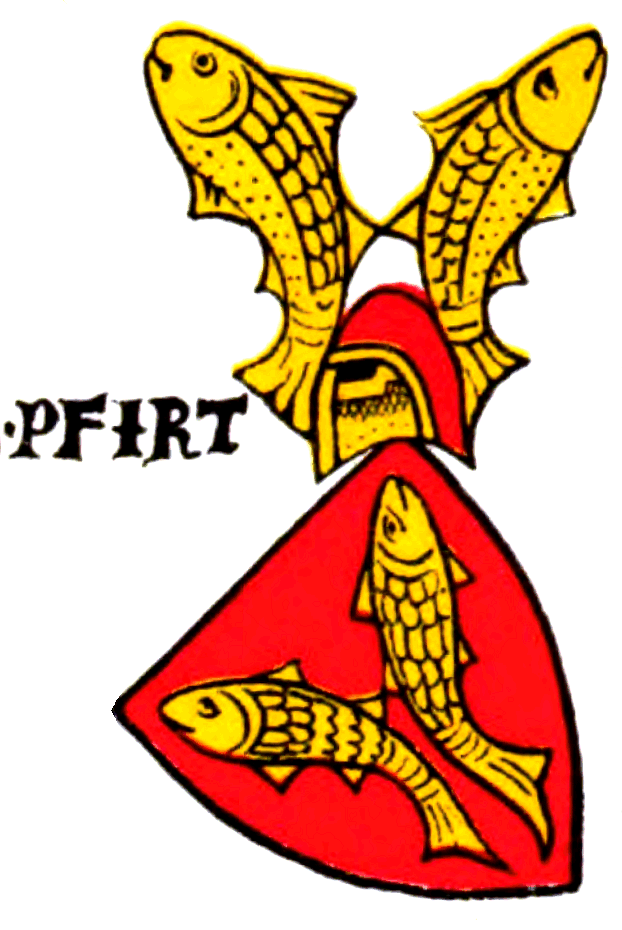
Wappen der Grafschaft Pfirt

  - Herr von Pfirt (auch nach 1648 bei M. de Ferrette)
    - Bendorf

  - Herr Reich von Reichenstein (auch nach 1648 bei M. de Reichenstein)
    - Biedertal (Biederthal)
    - Buschweiler (Buschwiller)
    - Leimen (Leymen)

  - Herr von Flachslanden[44] (auch nach 1648 bei M. de Flachslanden)
    - Dürmenach[45] (Durmenach)

  - Herr von Wessenberg[46] (auch nach 1648 bei M. de Wessenberg)
    - Liebensweiler (Liebenswiller)

  - Herr von Eptingen (auch nach 1648 bei M. d’Eptingue)
    - Niederhagental[47] (Hagenthal-le-Bas)
    - Oberhagental[48] (Hagenthal-le-Haut)
    - Neuweiler[49] (Neuwiller)
    - Oberdorf[50]

  - Herr von Rotberg[51] (auch nach 1648 bei M. de Rothberg)
    - Wenzweiler (Wentzwiller)

  - Graf von Frohberg, nach 1648 als Kondominium zum Duché de Mazarin (→ Einleitung), 1777 an den Duc de Valentinois und Comte de Montjoie.
    - Bisel

  - Herrschaft Mörsberg (Morimont) (nach 1648 an M. de Vignacourt)
    - Ottendorf (Courtavon)
    - Luffendorf (Levoncourt)
    - Oberlarg

  - Kloster Luppach (Abbaye de Luppach)
  - Kloster Feldbach[52] (Abbaye de Feldbach)
    - Feldbach

  - Kloster Lützel[53] (Abbaye de Lucelle)
  - Abtei Pfirt (Abbaye de Ferrette)

### Herrschaft Thann (Seigneurie de Thann)
Thann kam 1324 durch Erbschaft an den Herzog von Österreich. Die Stadt war seit der Mitte des 14. Jahrhunderts befestigt und erhielt zahlreiche Vorrechte und Freiheiten. 1379 befreite König Wenzel Thann von jeder fremden Gerichtsbarkeit, 1387 gab Erzherzog Albrecht der aufblühenden Stadt das Münzrecht. Thann besaß ein eigenes Siegel sowie das Marktrecht, außerdem war es Legestadt, d. h. es war ein Niederleg für die Aufbewahrung des Geldes der Habsburger. 1366 hatte Österreich die Engelsburg an den Basler Bürger Johann von Wallbach verpfändet. 1445 erhielt Markwart von Baldegg die Herrschaft Thann pfandweise. Dieser Markwart hat in der Geschichte Rheinfeldens eine bedeutende Rolle gespielt. 1461 wurde Heinrich Reich von Reichenstein aus dem angesehenen Basler Geschlecht Pfandherr von Thann. Er war in österreichischen Diensten gestanden und hatte den Habsburgern treu gedient. Sein Bruder Peter erwarb im selben Jahr die Landskron. Als der Sundgau an Karl den Kühnen kam, wurde er Vogt von Laufenburg und Pfandherr von Thann. Nach 1648 gehörte Thann zum Duché de Mazarin (→ Einleitung) und wurde 1777 an den Duc de Valentinois vergeben.
- Gericht Thann

- Meiertum Hohenrodern (Mairie de Roderen)
- Meiertum Aspach (Mairie d’Aspach)
- Stadt Thann (Ville de Thann)
- Vogtei Burnhaupt
- Oberes Meiertum (Mairie de Burnhaupt-le-Haut)
- Niederes Meiertum (Mairie de Burnhaupt-le-Bas)
  - Vogtei Traubach
- Meiertum Dammerkirch (Mairie de Dannemarie)
- Meiertum Traubach (Mairie de Traubach)
- Meiertum Bretten (Mairie de Bretten)
- Meiertum Falkweiler (Mairie de Falkwiller)
- Meiertum Balschweiler (Mairie de Balschwiller)
- Meiertum Sulzbach (Mairie de Soultzbach)
- Meiertum Reiningen (Mairie de Reiningue)
- Meiertum Rispach (Mairie de Reppe)
- Amt Zillisheim (1620 an Herrn von Pfirt-Zillisheim)
- Lehen
  - Herr Waldner von Freundstein (auch nach 1648 bei M. de Waldner)
    - Schweighausen[54] (Schweighouse)

  - Herr von Andlau (auch nach 1648 bei M. d’Andlau)
    - Kingersheim[55]
    - Wittenheim[56]

  - Herr von Reinach (auch nach 1648 bei M. de Reinach)
    - Michelbach[57]

  - Herr Rinck von Baldenstein[58] (auch nach 1648 bei M. de Rinck)
    - Wittelsheim[59]

  - Abtei Oelenberg (Abbaye d’Oelenberg)
  - Kloster Schönensteinbach (Abbaye de Schœnensteinbach)
  - Propstei Enschingen[60] (Prévôté d’Enschingen)

### Grafschaft Beffort (Comté de Belfort)
Beffort (Belfort) kam 1350 durch Erbschaft an den Herzog von Österreich. Die Herrschaft Belfort mit der Terre d'Assise war Eigentum der Johanna von Mömpelgard, der Gattin des Grafen Ulrich II. von Pfirt. Sie nahm 1347 zu Altkirch eine Teilung des väterlichen Erbes unter ihre vier Töchter vor, die ihrer Ehe mit Ulrich II. von Pfirt (1299) und dem Markgrafen Hesse von Baden (1325) entsprossen waren. Die Gattin des Herzogs Albrecht von Österreich, Johanna von Pfirt, erhielt neben einigen anderen Lehen die Herrschaft Rosenfels. Ihre jüngere Schwester Ursula, die den Grafen Hugo von Hohenberg geheiratet hatte, kam in den Besitz eines Teils von Belfort, Offemont und mehrerer Ortschaften des Meiertums Pfeffingen mit Pérouse. Adelheid, Markgräfin von Baden, erhielt den anderen Teil von Belfort. Margareta von Baden wurde ausgestattet mit Blumenberg und Héricourt. 1350 erwarb Herzog Albrecht den Teil, den Ursula erhalten hatte, verpfändet 1407 an Bernhard von Thierstein, 1449 an Erkinger von Heimenhofen, 1452 an Peter von Mörsberg, 1553 an Graf von Ortenburg, bald darauf von den Habsburgern eingelöst. Nach 1648 gehörte Belfort zum Duché de Mazarin (→ Einleitung) und wurde 1777 an den Duc de Valentinois vergeben.
- Mairie de Pérouse-Offemont
- Mairie de Cravanche-Botans
- Mairie de Bethonvilliers-Labrange
- Mairie de Buc
- Vogtei Ingelsot[61] (Baillage d’Angeot)
  - Première Mairie
  - Deuxième Mairie
- Meiertum Eschise (Marie d’Assise-sur-l’Eau)
- Meiertum Obere Eschise (Mairie de la Haute Assise)
- Stadt Beffort (Ville de Belfort)
- Lehen
  - Herr von Pfirt (auch nach 1648 bei M. de Ferrette)
    - Auxelles-Bas

  - (1774 an M. de Huvelin)
    - Bavilliers

  - Herr von Stadel (auch nach 1648 bei M. de Stadel)
    - Fontenelle

  - Herr von Reinach (auch nach 1648 bei M. de Reinach)
    - Lachapelle-sous-Rougemont[62]

  - Herr von Roppe (auch nach 1648 bei M. de Roppe, 1729 ausgestorben)
    - Roppe (an M. de Reinach)
    - Grosmagny (Großmenglatt)
    - Rougegoutte

  - Herrschaft, unter französischer Oberhoheit 1768 geschaffen (M. Noblat)[63]
    - Sevenans[64]
    - Leupe
    - Moval

  - Herr von Klinglin[65] (auch nach 1648 bei M. de Klinglin)
    - Essert (Schert)

  - Kloster Kaltental (Abbaye de Froideval)

### Herrschaft Granweiler (Seigneurie de Grandvillars)
Das Geschlecht derer von Granweiler besaß diese Gegend als österreichisches Lehen, doch später kam sie an die Herren von Andlau. Im Jahr 1342 verlieh Johanna von Pfirt Ritter Heinrich von Granweiler das Lehen gleichen Namens, die Stadt samt der Burg sowie alles, was dazu gehörte. Nach 1648 wurde Grandvillars an die Erben des Marquis de Pezeux vergeben.
- 1708 wurde ein Lehen für M. de Bassinière geschaffen, 1759 an François-Bernardin Noblat:
  - Morvillars (Morsweiler)
  - Méziré (Miserach)

### Herrschaft Münsterol im Besitz des Herrn von Reinach (Seigneurie de Montreux)
Lehensträger der Herrschaft waren die Herren von Münsterol, die sich 1458 in zwei Linien teilten. Das Gebiet der älteren Linie fiel 1497 an die Herren von Reinach (Linie in Montreux), jenes der jüngeren Linie zuerst an Mörsberg, dann an die Herren von Bollweiler und 1608 an die Reinach (Linie in Foussemagne). Auch nach 1648 verblieb Montreux bei M. de Reinach.
- Standesherrschaft des Hauses Österreich (Seigneurie particulière de la Maison d‘Autriche)
  - Elikurt[67] (Héricourt)

### Herrschaft Rosenfels (Val de Rosemont)
Rosenfels kam 1347 zu Österreich, wurde an Ulmann von Pfirt verpfändet , 1352 an Peter von Bollweiler, 1363 an Margareta von Baden, dann an den Herren von Rodersdorf, 1398 an Peter von Kly, Herr von Goldenfels zu Pruntrut, 1447 an Erkinger von Heimenhofen, 1457 an Friedrich von Staufenberg, noch 1457 an Graf Rudolf von Sulz im Klettgau, zuletzt an Peter von Mörsberg, 1550 löste Habsburg die Pfänder aus. Nach 1648 gehörte Rosemont zum Duché de Mazarin (→ Einleitung) und wurde 1777 an den Duc de Valentinois vergeben.

### Herrschaft Blumenberg (Seigneurie de Florimont)
Blumenberg wurde 1361 an Markgräfin Margareta von Baden verpfändet, die das Pfand ihrer gleichnamigen Tochter, der Gattin des Grafen Gottfried von Leiningen, hinterließ. Die Herzöge Albrecht und Leopold von Österreich nahmen das Pfand zurück, 1368 kam es an Johann von Walbach, Basler Bürger, Pfandinhaber von Ensisheim, Sennheim, Masmünster, Rotenberg und des Thanner Schlosses, danach an Markgräfin Adelheid von Baden, Gattin des Grafen Walraf von Thierstein, 1399 erneuert für Thierstein. 1406 nahmen Leopold IV. und Katharina das Pfand zurück, jedoch kam es 1421 erneut an Thierstein, 1457 an Markwart von Stein, Vogt zu Mömpelgard, 1496 an Bernhard von Reinach, 1560 an den Freiherr von Bollweiler, 1617 an die Fugger, da Margarethe von Bollweiler den Johann Ernst von Fugger geheiratet hatte. Die Fugger behielten das Pfand bis 1672, danach gelangte Florimont an M. de Barbaud und schließlich an M. de Ferrette.

### Herrschaft Tattenried (Seigneurie de Delle)
Tattenried war im Urbar von 1303 verzeichnet, wurde 1417 verpfändet an Thuring von Ramstein, später an Ulmann von Pfirt und Heinrich von Rodersdorf, 1443 an Konrad von Mörsberg. Belfort, Tattenried, Rosenfels und Isenheim sollten nur gemeinsam eingelöst werden können. Nach 1648 gehörte Delle zum Duché de Mazarin (→ Einleitung) und wurde 1777 an den Duc de Valentinois vergeben.
- Lehen
  - Herr von Landenberg (auch nach 1648 bei M. de Landenberg)
    - Niedersept (Seppois-le-Bas)
- Abtei Kaltenbrunn (Abbaye de Froidefontaine, nach 1648 an Collège royal de Colmar)

### Grafschaft Frohberg (Comté de Montjoie)
Das waldreiche Jurabergland am Doubs wurde von den Österreichern als Lehen Frohberg den Herren Tullier-Frohberg vergabt. Im Sundgau waren die Frohberg belehnt mit Bruebach und Heimersdorf, sie hatten ein Schloss in Hirsingen und weitgehende Rechte in Grosne.

### Herrschaft Rotenberg (Seigneurie de Rougemont)
Rotenberg kam 1324 durch Erbschaft an den Herzog von Österreich. Verpfändet wurde es 1356 an Graf Johann von Habsburg, der sich nach Rotenberg benannte, 1363 an den Basler Bürger Johann von Walpach, Irene von Neuenburg, die Gattin des Grafen von Hohenberg blieb aber Pfandherrin, Ursula von Habsburg-Rotenberg heiratete Graf Rudolf III. von Sulz, Vogt von Altkirch. Dieser erhielt auch das Pfand Rotenberg. 1581 kaufte Johann Caspar von Jestetten die Herrschaft Rotenberg, während die Grafen von Sulz die Herrschaft Jestetten übernahmen. Die Regierung von Vorderösterreich erkannte die Abmachung nicht an und nahm 1609 das Pfand zurück. 1629 wurde es an Johann Caspar von Stadion, Großmeister des Deutschen Ordens, und an dessen Bruder Johann Christoph, Rat der Regierung und Vogt der Herrschaft Landser, verpfändet. Die Stadion behielten Rotenberg bis 1694, danach kam Rougemont an Nicolas Chalon du Blé, bekannt als Maréchal d'Uxelles. Nach seinem Tod 1730 erwarb Conrad-Alexandre de Rothenbourg, französischer Botschafter an den Höfen von Spanien und von Preußen, der 1735 verstarb, die Seigneurie de Rougemont. Er verband die Herrschaft mit seinem Besitz Masevaux und vererbte die Seigneuries unies de Rougemont et Masevaux seiner Schwester, die mit Nicolas-Joseph, Comte de Vaudrey und Baron de Saint-Rémy, verheiratet war. Ihre Tochter Jeanne-Octavie vermählte sich mit einem Marquis de Rosen und brachte die Vereinigten Herrschaften in die Ehe ein. Schließlich kamen Rougemont und Masevaux an den Prince de Broglie, Generalgouverneur der Trois-Évêchés, der drei Bistümer Metz, Toul und Verdun sowie des Elsass.
- Meiertum Phaffans (Pfeffingen)
- Kloster St. Nicolas (St. Claus)

### Herrschaft Masmünster (Seigneurie de Masevaux)
Masmünster wurde 1357 an den Basler Bürger Johann von Walbach verpfändet, 1385 an Graf Konrad IV. von Freiburg, 1417 an Hans von Lupfen, Herr von Hohnack, österreichischer Landvogt im Elsass und Obervogt in Thann, 1468 an die Herren von Masmünster, 1572 an die Herren von Bollweiler, nach deren Aussterben an die Fugger. Von den Schweden im Dreißigjährigen Krieg vertrieben, wurden die Fugger durch den Vertrag von Münster 1648 in der Herrschaft bestätigt und verkauften Masevaux 1680 an den Maréchal de camp Conrad von Rosen, Comte de Bollwiller. Mit der Zustimmung von König Ludwig XIV. wurde der Besitz in ein Lehen umgewandelt. Conrad von Rosen verkaufte die Herrschaft 1684 an seinen Schwiegersohn Nicolas-Frédéric de Rothenbourg; auf diesen folgte sein Sohn, Conrad-Alexandre, der französischer Botschafter an den Höfen von Spanien und von Preußen war und 1735 verstarb, nachdem er auch die Herrschaft Rougemont erworben und mit Masevaux verbunden hatte. Er vererbte die Seigneuries unies de Rougemont et Masevaux seiner Schwester, die mit Nicolas-Joseph, Comte de Vaudrey und Baron de Saint-Rémy, verheiratet war. Ihre Tochter Jeanne-Octavie vermählte sich mit einem Marquis de Rosen und brachte die Vereinigten Herrschaften in die Ehe ein. Schließlich kamen Rougemont und Masevaux an den Prince de Broglie (→ Herrschaft Rotenberg).
- Oberes Meiertum (Basse-Mairie)
- Unteres Meiertum (Haute-Mairie)

### Vogtei Sennheim (Bailliage de Cernay)
Sennheim wurde 1366 an den Basler Bürger Johann von Walbach verpfändet. 1385 kam das Pfand an Graf Egon VII. von Freiburg, den Gatten Verenas von Neuenburg. Dieses Pfand war ein Teil der Morgengabe ihrer Tochter Anna, der Schwester des Grafen Konrad IV. von Freiburg, Herrn von Neuenburg (1395). Anna heiratete nach dem Tod Adelheids von Lichtenberg den verwitweten Markgrafen Rudolf III. von Rötteln-Sausenberg (1344–1428). Ihr Sohn Wilhelm von Hachberg hatte Sennheim 1439 in Pfandbesitz. Als diese Vogtei als Morgengabe an Rudolf III. kam, bestand der andere Teil der Morgengabe in der Feste Istein, doch kam diese Feste später an Burkhard Münch von Landskron, den künftigen Pfandherren von Landser. Zu Beginn des 17. Jahrhunderts war die Herrschaft im Besitz der Herren von Pfirt-Sennheim-Blumenberg. 1731 kam Cernay mit Steinbach als Kondominium an die MM. de Gohr, de Clebsattel und de la Touch.

### Herrschaft Isenheim (Seigneurie d’Issenheim)
Dorf und Schloss Isenheim waren lange Zeit in den Händen der Herren von Huse, ursprünglich aus dem oberen Tal der Lauch, die sie 1351 vom Haus Österreich empfangen hatten. Sie nannten sich auch Huse-Isenheim. Verpfändet wurde sie 1432 an Volker von Sulzbach, 1460 an die Herren von Schauenburg. Kurz danach gingen Isenheim und Ingelsot an Peter von Mörsberg. Nach 1648 gehörte Issenheim zum Duché de Mazarin (→ Einleitung) und wurde 1777 an den Duc de Valentinois vergeben.
- Abtei Drei-Ähren (Abbaye de Trois-Épis)
- Unsere Liebe Frau von Thierenbach (Abbaye de Thierenbach)

### Herrschaft Bollweiler (Seigneurie de Bollwiller)
Bollweiler gelangte aus dem Besitz der Abtei Murbach an die Habsburger. Die Herrschaft gehörte zunächst den Herren von Bollweiler, die 1454 in den Reichsfreiherrenstand erhoben wurden. Das Geschlecht wurde mächtig durch seinen Eintritt in den Dienst Österreichs. Der bedeutendste Vertreter des Geschlechts war Nikolaus, ein namhafter Kriegsmann und Verwalter (gestorben 1588), der auch das Weilertal und die Hohkönigsburg sowie die Pfandherrschaften Blumenberg und Masmünster erhalten hatte. Mit Rudolf starb 1617 das Geschlecht im Mannesstamm aus; dessen Tochter brachte den stattlichen Besitz der Freiherren von Bollweiler durch Heirat an die Grafen von Fugger. Das große Renaissanceschloss, anfangs eine Wasserburg, steht noch. 1680 wurde Bollwiller an den Marschall Conrad von Rosen vergeben, der den Titel Comte de Bollwiller führte und auch Masevaux erwerben konnte. Bollwiller gelangte mit Rougemont und Masevaux Ende des 18. Jahrhunderts an den Prince de Broglie (→ Herrschaft Rotenberg).
- Kondominium Prince de Broglie (2/3), Stadt Ensisheim (1/3)
  - Ungersheim
- Herrschaft Comte de Forbach
  - Pulversheim

## Landgrafschaft Elsass (Landgraviat d’Alsace)

### Herrschaft Hohlandsberg (Seigneurie de Haut-Landsbourg)
Landsberg (später Hohlandsberg) war im Urbar von 1303 verzeichnet und gehört zu den ältesten Besitzungen der Habsburger im Elsass. Im 14. Jahrhundert war die Herrschaft an die Herren von Rappoltstein verpfändet. 1415 verlieh sie König Sigismund den Grafen von Lupfen, deren Erben sie 1563 an den Feldhauptmann Lazarus von Schwendi verkauften. Sein Schloss steht in Kienzheim. Durch die Herrschaft Hohlandsberg verlief die alte Verkehrsstraße über Kaysersberg und die Vogesen in das Herzogtum Lothringen. 1681 entzog Ludwig XIV. Franz von Schwendi wegen seiner zu großen Nähe an das Kaiserhaus das Lehen und übertrug Haut-Landsbourg an den Baron de Montclar. Nach seinem Tod 1690 fiel die Herrschaft an dessen Schwiegersohn, den Oberst Marquis de Rebé. 1693 gelangte das Erbe über seine Tochter Marie-Josephine an ihren Ehemann, Generalleutnant und Gouverneur von Belfort Marquis du Bourg. Nach dem Tod des Marquis du Bourg 1712 ging Haut-Landsbourg in den Besitz der Stadt Colmar über.
- Abtei Alspach (Abbaye d’Alspach)

### Herrschaft Hohkönigsburg (Seigneurie de Haut-Koenigsbourg)
Im Unterelsass besaßen die Habsburger die Herrschaft Hohkönigsburg. Die Burg sperrte den Eingang in das Markircher und das Weilertal und überragte die ganze Ebene von Colmar bis Schlettstadt. 1479 hatte Kaiser Friedrich III. die Grafen Oswald und Wilhelm von Thierstein mit der Hohkönigsburg belehnt, sie verblieb in dieser Familie bis zum Erlöschen. 1533 wurde sie durch Ferdinand I. dem Herren von Sickingen verpfändet, im 17. Jahrhundert an den Herren von Bollweiler, dann 1616 an deren Erben, die Fugger. 1770 wurde Haut-Koenigsbourg an M. de Boug vergeben.

### Herrschaft Weilertal oder Albrechtstal (Seigneurie de Villé)
Das Albrechtstal (später Weilertal) war im Urbar von 1303 verzeichnet und wurde 1314 durch Friedrich den Schönen und dessen Bruder Leopold an die Herren von Müllenheim verpfändet, Anfang des 16. Jahrhunderts an den königlichen Rat Schaubert, 1554 durch Ferdinand I. an Nikolaus von Bollweiler und 1616 an die Erben dieses Geschlechts, die Fugger. Nach 1648 wurde Villé an M. de Choiseul-Meuse vergeben.

### Landvogtei Hagenau (Grand Bailliage de Haguenau)
Im Anschluss an einen Krieg des Kurfürsten von der Pfalz um die niederbayerische Erbschaft gelang es König Maximilian I. 1504, die Reichslandvogtei Hagenau an das Reich zu übernehmen. Freiherr Kaspar von Mörsberg und Belfort wurde zum Unterlandvogt (1511 Hans Jakob von Mörsberg und Belfort) ernannt, doch erst nach einiger Zeit, nach einer Einigung der Städte in Schlettstadt, auch anerkannt. Bei der Übernahme der Landvogtei hatte sich der Kaiser wenig um alte pfälzische Pfandausschreibungen gekümmert, doch stellte er dem Kurfürsten nach einigen Jahren die Rückzahlung von 80.000 Gulden in Aussicht und betonte 1510, dass er als Erzherzog von Österreich die Landvogtei pfandweise innehabe. Erst 1520 konnte die Pfandsumme durch Karl V. und Ferdinand beglichen werden. 1558 löste Ferdinand die Landvogtei aus den Händen der Pfalzgrafen. Unterlandvogt wurde Hans Diebold Waldner von Freundstein, der 1561 durch Nikolaus Freiherr von Bollweiler ersetzt wurde. Er blieb bis 1588. 1564 wurde Erzherzog Ferdinand II. (Bruder Kaiser Maximilians II.) Oberlandvogt, 1595 Kaiser Rudolf II., 1605 Erzherzog Maximilian III., 1618 Erzherzog Leopold V. Dieser starb 1632 und wurde wegen des Schwedenkrieges nicht ersetzt. Mit ihm war die Landvogtei dem Reich und den Habsburgern verloren gegangen; mit den Steinen der Kaiserpfalz Hagenau ließ Vauban die Festung Fort-Louis erbauen. Nach 1648 wurde Haguenau an M. de Choiseul-Stainville vergeben.
Der Reichslandvogt (Grand-Bailli) hatte auch die Oberaufsicht über die zehn Reichsstädte im Elsass, die seit 1354 die als Zehnstädtebund oder Décapole bezeichnete Vereinigung geschlossen hatten. Er leitete die Versammlungen der Vertreter der Städte, die mehrmals jährlich in Hagenau, Colmar, Schlettstadt oder auch in der nicht zur Décapole gehörenden Reichsstadt Straßburg stattfanden. Die zehn Reichsstädte widersetzten sich anfänglich den Beschlüssen des Westfälischen Friedens, mussten aber 1662 dennoch den Treueid auf den König von Frankreich leisten. Die zehn Städte der Décapole von Nord nach Süd:
- Landau (1521 aufgenommen, anstelle des 1515 ausgeschiedenen Mülhausen (Mulhouse), das sich als Zugewandter Ort mit der Alten Eidgenossenschaft verbündete.)
- Weißenburg (Wissembourg)
- Hagenau (Haguenau)
- Rosheim
- Oberehnheim (Obernai)
- Schlettstadt (Sélestat)
- Colmar
- Kaysersberg
- Türkheim (Turckheim)
- Münster (Munster)

- Lehen der Landvogtei Hagenau

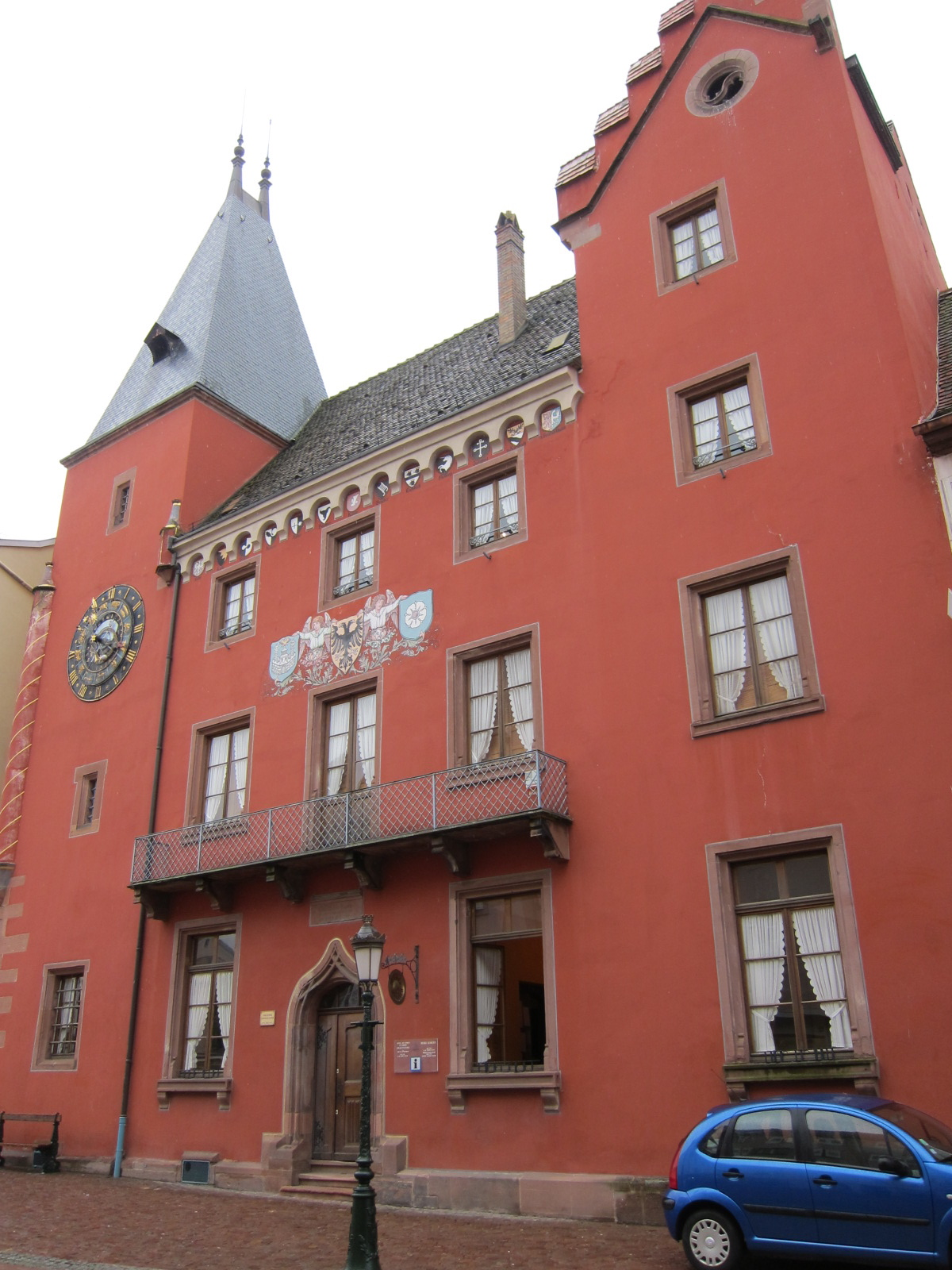
Musée alsacien de Haguenau, ehemalige Kanzlei der Landvogtei

  - Herr von Esebeck (nach 1648 als Kondominium an MM. d'Esebeck und de Wrède)
    - Drachenbronn

  - Herr von Herrisheim (nach 1648 als Kondominium an MM. de Herrisheim und de Krebs de Bach)
    - Gebolsheim
    - Wittersheim

  - Herr Albertini von Ichtratzheim (auch nach 1648 bei M. d'Albertini d'Ichtratzheim)
    - Hochfelden

  - Herr von Gayling (auch nach 1648 bei M. de Gayling)
    - Zutzendorf

  - Herr von Gayling (nach 1648 als Kondominium an MM. de Gayling, de Goelnitz und de Witzthum)
    - Hohweiler (Hohwiller)

  - Herr von Warstatt (auch nach 1648 bei M. de Warstatt)
    - Keffendorf
    - Ohlungen

  - Herr von Gölnitz (nach 1648 als Kondominium an MM. de Goelnitz, de Joham de Mundolsheim, de Steincallenfels und de Witzthum)
    - Lembach

  - Herr von Villeaume (nach 1648 als Kondominium an MM. de Villaume und de Wangen)
    - Minversheim

  - Herr von Reißenbach (auch nach 1648 bei M. de Reissenbach)
    - Niederseebach

  - Herr Kornmann (auch nach 1648 bei M. Kornmann)
    - Schweighausen (Schweighouse-sur-Moder)

  - Herr von Witzthum (auch nach 1648 bei M. de Witzthum)
    - Trimbach

  - Seminar Straßburg (Séminaire de Strasbourg)
    - Dürrenbach (Durrenbach)
    - Laubach
    - Walburg (Walbourg)

  - Seigneurie particulière du Roi de France
    - Fort-Louis

  - Abtei Neuburg (Abbaye de Neubourg)
    - Donnenheim
    - Neuburg (Neubourg)
    - Niederaltdorf
    - Uhlweiler (Uhlwiller)

  - Reichsstadt Hagenau (Ville de Haguenau)